# Церковь иконы Божией Матери «Отрада и Утешение» (Добрыниха)
Церковь иконы Божией Матери «Отрада и Утешение» — домовой православный храм в селе Добрыниха Московской области. Относится к Домодедовскому благочинию Подольской епархии Русской православной церкви.

## История
Женская община во имя иконы Божьей Матери «Отрада и Утешение» была учреждена Высочайшим Указом от 26 марта 1898 года в пределах Щеглятьевской вотчины графини Марии Владимировны Орловой-Давыдовой.
В 1904 году в общине был построен Успенский собор. До него, в 1892 году началось строительство сестринского корпуса с домовым храмом во имя иконы Божией Матери «Отрада и Утешение», которая была привезена специально для обители со Святой горы Афон. Выстроена церковь была в 1893 году на втором этаже сестринского здания. В этом же году она была освящена.
Закрыта церковь была после Октябрьской революции, в 1920-х годах. Купол её разобрали, здание оставалось заброшенным до 1980-х годов. Богослужения в домовой церкви были возобновлены в 1992 году. Настоятель — иерей Алексий Викторович Зверобоев.